# Stichelia bocchoris
Stichelia bocchoris is een vlindersoort uit de familie van de prachtvlinders (Riodinidae), onderfamilie Riodininae.
Stichelia bocchoris werd in 1876 beschreven door Hewitson.